# Bart má dvě mámy
Bart má dvě mámy (v anglickém originále Bart Has Two Mommies) je 14. díl 17. řady (celkem 370.) amerického animovaného seriálu Simpsonovi. Scénář napsal Dana Gould a díl režíroval Mike Marcantel. V USA měl premiéru dne 19. března 2006 na stanici Fox Broadcasting Company a v Česku byl poprvé vysílán 24. února 2008 na stanici ČT2.

## Děj
Rodina Simpsonových se účastní církevní sbírky na novou věž kostela. Ned Flanders vyhraje soutěž v závodech gumových kačenek a získá počítač, který však daruje Marge, protože pro něj nemá využití. Marge hlídá Roda a Todda, aby rodině oplatila laskavost. Zjistí, že všechny hry, které hrají, jsou nudné a příliš bezpečné, například soutěž v sezení na místě. 
Když Marge tráví tolik času u Flandersových, vydají se Homer, Bart a Líza do útulku pro vysloužilá filmová zvířata. Bart uvidí starší šimpanzí samici jménem Toot-Toot a nabídne jí zmrzlinu. Samice jej však vezme do klece a „adoptuje“ ho. Ned přijde domů a uvidí Todda s náplastí, který se zranil při jedné z Marginých her. Marge Neda povzbudí, aby nechal své děti více riskovat, a ukáže mu leták centra bezpečných aktivit pro děti. 
Marge Roda a Todda do zmíněného centra vezme. Ned ji následuje a je překvapen, když vidí Roda, jak leze po vysoké konstrukci, a křičí na něj, že se zraní. Rod se lekne a spadne, přičemž si o konstrukci vylomí zub. Ve zprávách se objeví zpráva o Bartově únosu, což Marge překvapí, a Ned ji začne považovat za špatnou matku. V návaznosti na to začne zajišťovat dům proti dětem, ačkoli Rod a Todd protestují a říkají mu, že se jim u Marge líbilo. 
Líza naznačí, že Toot-Toot drží Barta v zajetí, protože se ztratil její skutečný syn. Když jde Marge do klece, aby si s Toot-Toot promluvila, šimpanz uteče a vyleze na nedostavěnou kostelní věž. Se synem šimpanze, panem Teenym, vyleze Rod povzbuzovaný Nedem na věž. Toot-Toot se šťastně shledá s Teenym a pustí Barta. V závěrečné scéně se Maude Flandersová dívá z nebe a je pyšná, že Rod roste.

## Přijetí
Ve Spojených státech díl během premiéry sledovalo 8,75 milionu diváků.
Patrick D. Gaertner ze serveru Puzzled Pagan uvedl: „Tento díl je opravdu divný. Je naprosto zapomenutelný a nemá v sobě nic zvlášť zapamatovatelného, ale zároveň je to dobře vystavěná epizoda. Oceňuji nápad, že nahozený první akt má vlastně něco společného s vyvrcholením, zahrnujícím onu věž, a že se Rod včas naučí lézt po skalách, aby mohl zachránit Barta tím, že vyleze na věž. To je dobře propracovaný příběh, který je na tento seriál kupodivu dobře zpracovaný, obzvlášť v této fázi. Ale samotný příběh je prostě takový nudný. Líbí se mi, že Rod a Todd konečně dostanou trochu odvahy, a ta interakce Neda, kdy přizná, že kluky hlídá kvůli smrti Maude, je opravdu solidní. Ale nic z toho mi nesedí dohromady. Možná je to jen divnou náladou, kterou jsem měl, nebo něčím podobným, ale opravdu mám pocit, že tenhle díl byl tak trochu o ničem a do konce týdne mě úplně opustí.“.
Server Gabbing Geek v hodnocení dílu napsal: „Na co církev vybírá peníze? Aby měli vyšší věž než episkopální kostel naproti. Počkat, přes ulici je episkopální kostel? Myslel jsem, že to je ten obchod s rámy. Nebo to byla škola? Člověče, tohle město má v hlavě zmatek v zeměpise.“. Zaujaly jej rovněž čtyři hosté, třebaže žádný z nich neměl významnou roli.